# Parisolea pallida
Parisolea pallida är en skalbaggsart som beskrevs av Candeze 1869. Parisolea pallida ingår i släktet Parisolea och familjen Rutelidae. Inga underarter finns listade i Catalogue of Life.